# سنترویل، نیوبرانزویک
سنترویل، نیوبرانزویک (به انگلیسی: Centreville, New Brunswick) یک منطقهٔ مسکونی در کانادا است که در نیوبرانزویک واقع شده‌است. سنترویل ۵۴۲ نفر جمعیت دارد.